# Flex-Fuel

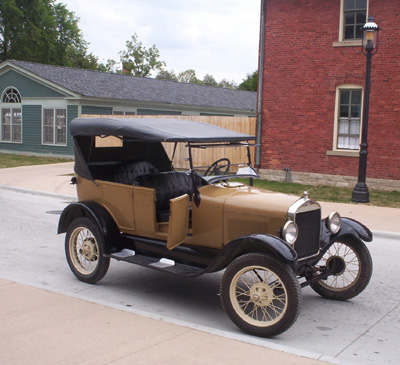
Ford Model T был первым коммерческим flex-fuel автомобилем. Двигатель был способен работать как на бензине, так и на этаноле, или на их смеси.

Flexible-fuel vehicle (FFV) — автомобиль с гибким выбором топлива — может ездить как на бензине, так и на смеси бензина с этанолом, причём в гибких пропорциях (от 5 % до 95 %).
Автомобиль имеет один топливный бак, адаптированность к разному составу топлива достигается за счёт оригинальной конструкции двигателя или за счёт конструктивной модификации обычного бензинового двигателя внутреннего сгорания.
При том, что современные технологии позволяют двигателю работать на любом соотношении компонентов бензина и этанола, от чистого бензина до 100 % этанола (E100), транспортные средства Северной Америки и Европы оптимизированы для работы на смеси 15 % бензина и 85 % безводного этанола (топливо марки E85). Это ограничение в содержании этанола установлено для снижения выбросов этанола при низких температурах и для избежания проблем с запуском двигателя в холодную погоду (ниже 11 °C). Содержание спирта уменьшается зимой и в регионах, где температура опускается ниже 0 °C. Зимой в США продают E70, а в Швеции E75 с ноября до марта. В Бразилии двухкомпонентные транспортные средства настроены для работы на смеси с бензином от E20-E25 и до 100 % топливного этанола (E100). Бразильские транспортные средства, работающие на двухкомпонентном топливе, имеют небольшой резервуар для бензина. Он используется для холодного запуска двигателя, когда температура опускается ниже 15 °C. В 2009 году был создан улучшенный двигатель на двухкомпонентном топливе и необходимость во вторичном топливном баке отпала.

## Терминология
С тех пор, как этанольные FFV стали коммерчески доступны в конце 1990-х годов, термин «flexible-fuel vehicle» стал синонимом FFV на этаноле. В Соединённых Штатах автомобили на двухкомпонентном топливе, также называют «автомобили на E85». В Бразилии FFVs широко известны как «total flex» или просто «flex» автомобили. В Европе FFV, также известны как «Flexifuel» авто. Автопроизводители, особенно в Бразилии и на европейском рынке, для указания в маркировке модели FFV применяют один из вариантов слова «flex». Например «Volvo Flexifuel», или «Volkswagen Total Flex», «Chevrolet FlexPower» или «Renault Hi-Flex». Компания Ford продаёт свою модель Focus в Европе, как «Flexifuel», а в Бразилии как «Flex». В США только с 2008 года FFV авто получили жёлтую наклейку на лючок бензобака лейблом «E85/Gasoline», чтобы отличить их от автомобилей, работающих только на бензине.

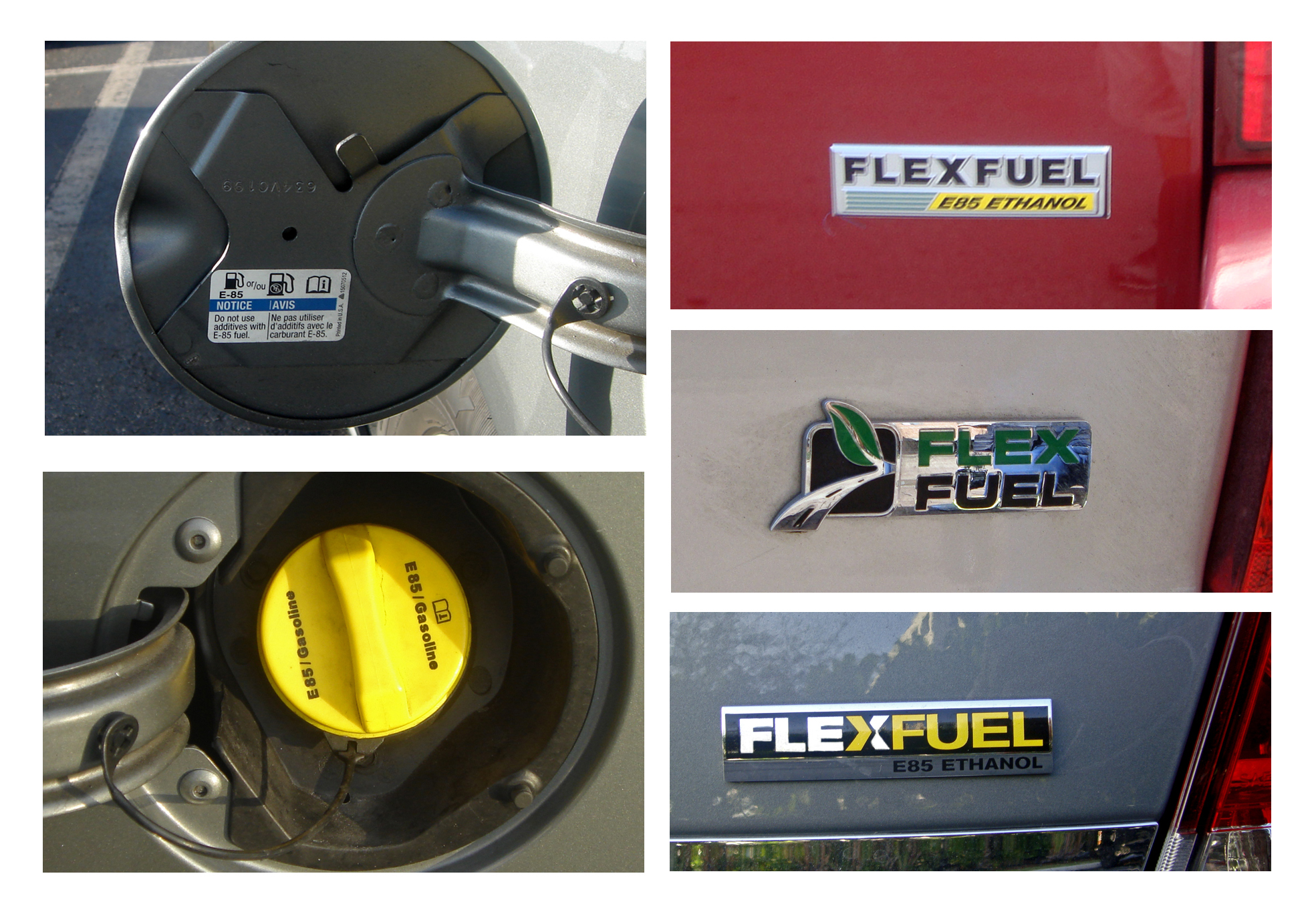
Типичное обозначение автомобилей на двухкомпонентном топливе в США. Вверху слева: наклейка на корпусе топливного фильтра. Внизу слева: на новых моделях стали использовать ярко-жёлтые крышки бензобака. Шильдики E85 Flexfuel, используемые на новых моделях: Chrysler (вверху справа), Ford (справа посередине) и GM (внизу слева).

Автомобили на двухкомпонентном топливе имеют двухкомпонентную топливную систему, которая подаёт в камеру сгорания смесь горючего в любых пропорциях. Сегодня наибольшее распространение в FFV получили автомобили на смеси неэтилированного бензина и топливного этанола. Этанольные двухкомпонентные авто могут работать на чистом бензине, чистом этаноле (E100), или любой их комбинации. Смесь бензина с метанолом «M85» тоже может работать, но её применение ограничивается в основном демонстрационными проектами.
Bi-fuel (двухтопливные) транспортные средства. Термин flexible-fuel иногда используется для описания транспортных средств с другим альтернативных топливом — сжатым природным газом (СПГ), сжиженным нефтяным газом (СНГ, также известным как автогаз) или водородом. Однако все эти транспортные средства на самом деле являются двухтопливными, а не на двухкомпонентном топливе, потому разные виды топлива хранятся в разных ёмкостях, а двигатель не может работать одновременно на обоих видах топлива. Двухтопливные транспортные средства переключаются с бензина на другое топливо вручную или автоматически. Как правило, обычные бензиновые двигатели для работы на газе можно переоборудовать на специализированных станциях. Такое переоборудование предусматривает установку газового баллона в багажнике, а также системы питания СПГ и электроники.
Многотопливные транспортные средства, способны работать с более чем на двух видах топлива. В 2004 году бразильское отделение GM представила Chevrolet Astra 2.0 с двигателем «MultiPower». Разработанный на основе технологии «flex fuel» от компании Bosch в Бразилии, этот двигатель может работать на СПГ или смеси этанола и бензина (E20-E25). Этот автомобиль был создан для работы в качестве такси. Переключение между видами топлива делается вручную. В 2006 году Fiat представил Fiat Siena Tetra fuel, четырёхтопливный автомобиль, разработанный под руководством Magneti Marelli из Fiat Бразилии. Этот автомобиль может работать на альтернативном топливе, на 100 % этаноле (E100), или на Е20 — E25, обычной Бразильской смеси бензина с этанолом; на чистом бензине (хотя он и недоступен в Бразилии с 1993 г., но до сих пор используется в соседних странах), или только на природном газе. Siena Tetrafuel была спроектирована с автоматическим переключением из любого соотношения бензин-этанол на СПГ, в зависимости от дорожных условий.
Flex-fuel hybrid electric и flex-fuel plug-in hybrid, два типа гибридных транспортных средства с двигателем внутреннего сгорания, который может работать на бензине, E85 или Е100, вращения колёс в сочетании с электрическим двигателем или для подзарядки аккумулятора, от которого питается электрический мотор. В 2007 году Ford произвёл 20 демонстрационных «Escape Hybrid E85» для натурных испытаний на флоте США. Аналогично, в качестве демонстрационного проекта, Ford представил в 2008 году первый flexible-fuel гибридный внедорожник SUV Министерству энергетики США (DOE) — Ford Escape Plug-in Hybrid, который работает на бензине или E85. GM анонсировал свой гибрид Chevrolet Volt, запущенный в производство в США в конце 2010 года. Это был бы первый коммерчески доступный автомобиль на альтернативном топливе, способный адаптированный под мировой рынок: для стран США, Бразилии или Швеции. В 2013 году ожидается Volt с поддержкой альтернативного топлива. Lotus Engineering представила Lotus CityCar в 2010 году на Парижском автосалоне. CityCar представляет собой гибридный концепт-кар, предназначенный для работы на flex-fuel с на этанолом или метанолом, так и обычном бензине.

## География применения биотоплива в автомобилях

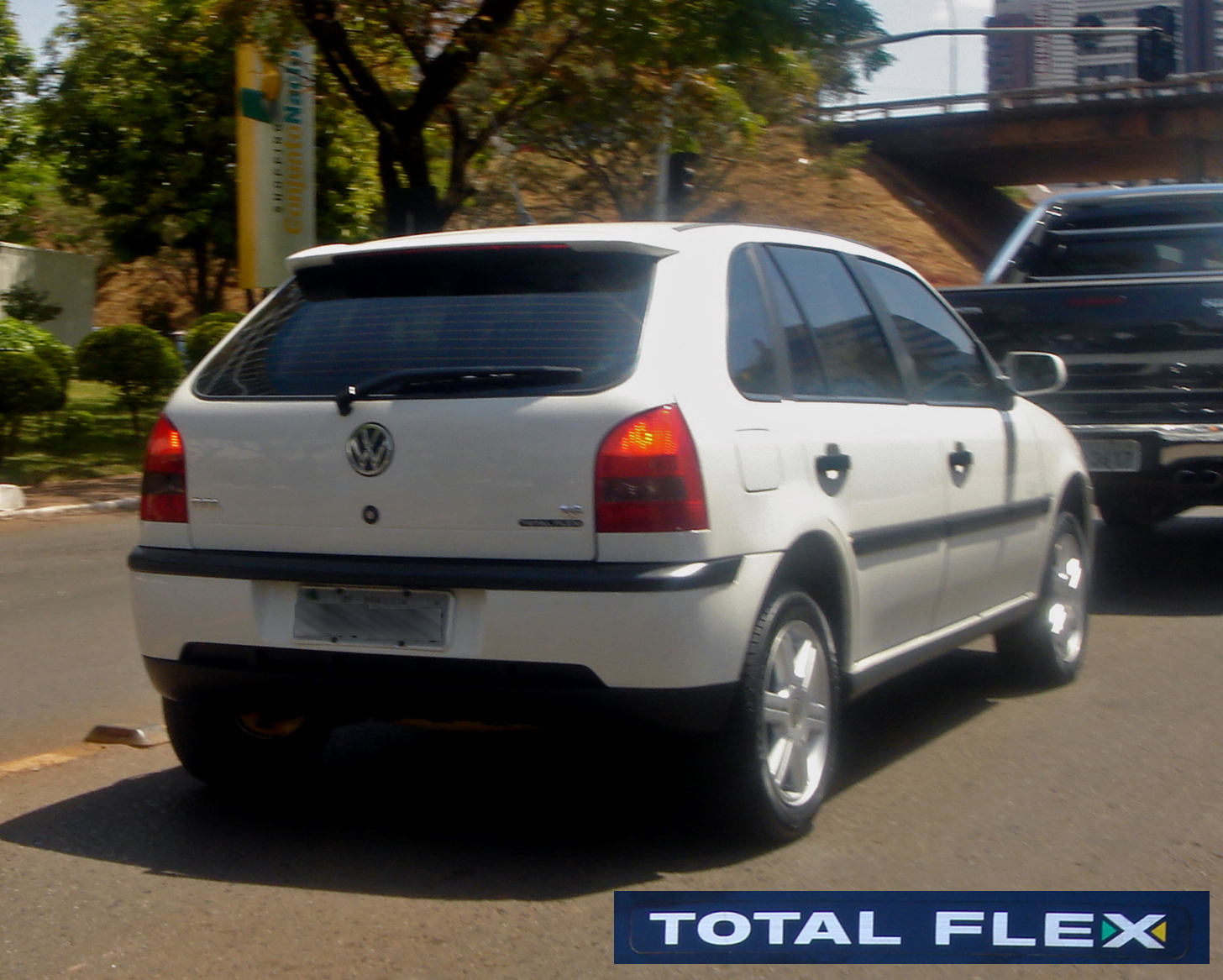
Бразильский Volkswagen Gol 2003 года — VW Gol 1.6 Total Flex

Наибольшее коммерческое распространение на мировом рынке FFV получили транспортные средства, работающие на смеси с этанолом. Больше всего они пользуются популярностью в Бразилии (14,3 млн), США (10 млн), Канаде (более 600 000), и в Европе, особенно в Швеции (226089). В дополнение к двухкомпонентным транспортным средствам, работающим на этаноле, в Европе и США (в основном в Калифорнии) успешно прошли испытания метанольные двухкомпонентные транспортные средства. Их называют транспортные средства на смеси M85. Там также успешно прошли испытания с применением серии «P» топлива E85, но по состоянию на июнь 2008 года, это топливо не было доступно для широкой общественности. Тесты топлива серии «Р» проводились на двухкомпонентных Ford Taurus и Dodge Caravan.